# Juan Manuel Lara
Juan Manuel Lara Lara (Archidona, Málaga, 6 de agosto de 1963) es un actor de teatro, cine y televisión español. Con una extensa filmografía, ha colaborado con algunos de los directores españoles más importantes son Iciar Bollain, Julio Medem o Javier Fesser. También ha participado en series de televisión de gran audiencia como El príncipe, Los hombres de Paco o Aquí no hay quien viva.
Se le considera un actor especialmente versátil tanto para asumir o no su acento andaluz como para asumir papeles cómicos o dramáticos.
Compagina su faceta de actor con la de director de teatro en la compañía Teatroz que creó en 1992.
En 2019 grabó el spot de Lotería de Navidad. 
También ha colaborado en varios programas de radio en Canal Sur.

## Formación
Ha estudiado arte dramático en la “Escuela Superior de Arte Dramático y Danza” de Málaga. También ha cursado tres años de Filología en la Facultad de Filosofía y Letras en la misma ciudad.

## Teatro
| Películas | Películas                                  | Películas                     | Películas        |
| Año(s)    | Título                                     | Personaje                     | Dirección        |
| --------- | ------------------------------------------ | ----------------------------- | ---------------- |
| 2014      | Don Juan Tenorio (Versión de Juan Mayorga) | Gonzalo de Ulloa              | Blanca Portillo  |
| 2013      | Casting, a la caza de Bernarda Alba        | Actor principal y director    | Juanma Lara      |
| 2011      | El estado de sitio                         | Actor protagonista            | José Luis Castro |
| 2009      | Se ha escrito un crimen                    | Actor protagonista y director | Juanma Lara      |
| 2007      | La cabra o ¿quien es Silvia?               |                               | Josep Maria Pou  |
| 2003      | Himmelweg. Camino del cielo                | Protagonista                  | Jorge Rivera     |
| 2001      | Otelo el moro                              | Protagonista                  | Emilio Hernández |
| 1988      | Mañana aquí a la misma hora                |                               | Mercedes León    |
|           | Celos                                      |                               | Miguel Gallego   |
|           | El Rabo                                    |                               | Juanma Lara      |
|           | Dansen                                     |                               | José Pineda      |
|           | La distancia                               |                               | Matilde Anaya    |
|           | Los esclavos                               |                               | Anate Rivera     |
|           | Escena para cuatro personajes              |                               | Juanma Lara      |
|           | Auto sacramental de la vida es sueño       |                               | Oscar Romero     |
|           | Las fiestas gordas del vino y el tocino    |                               | Juan Hurtado     |
|           | Para ahuyentar el demonio                  |                               | José Pineda      |
|           | Los esclavos                               |                               | Anate Rivera     |
|           | El caso de las petunias pisoteadas         |                               | Juanma Lara      |

## Filmografía

### Largometrajes
| Películas | Películas                                     | Películas              | Películas            |
| Año(s)    | Título                                        | Personaje              | Dirección            |
| --------- | --------------------------------------------- | ---------------------- | -------------------- |
| 2024      | Palacio Estilistas                            | Paco                   | Moisés Martín        |
| 2021      | Bandido                                       | Antonio                | Luciano Juncos       |
| 2020      | La mancha negra                               | Don Andrés             | Enrique García       |
| 2016      | El olivo                                      | El dueño del vivero    | Icíar Bollaín        |
| 2014      | Justi&Cia                                     | Quesada                | Ignacio Estaregui    |
| 2014      | La ignorancia de la sangre                    |                        | Manuel Gómez Pereira |
| 2014      | 321 días en Michigan                          | Ochoa                  | Enrique García       |
| 2011      | Un mundo cuadrado                             | Padre de Javi          | Álvaro Begines       |
| 2011      | 23-F: la película                             | Juan García Carrés     | Chema de la Peña     |
| 2011      | Black, Brown, White                           | Paco                   | Edwin Wagenhofer     |
| 2009      | Cruda                                         |                        | Ignacio Nacho        |
| 2009      | Al final del camino                           | Padre de Laura         | Roberto Santiago     |
| 2008      | K y la escalera india                         |                        | Jesús C. Salmerón    |
| 2008      | El viaje vertical                             | Bibiloni               | Ona Planas           |
| 2008      | Granit                                        |                        | Ezekiel Montes       |
| 2008      | Camino                                        | Doctor Bernaola        | Javier Fesser        |
| 2008      | Mortadelo y Filemón. Misión: Salvar la tierra | Séneca                 | Miguel Bardem        |
| 2007      | Tocar el cielo                                | Carlos                 | Marcos Carnevale     |
| 2007      | Clandestinos                                  | Manuel                 | Antonio Hens         |
| 2007      | Mataharis                                     | Juan Manuel Lara       | Icíar Bollaín        |
| 2007      | Caótica Ana                                   | Dueños                 | Julio Médem          |
| 2006      | El camino de los ingleses                     | Amigo de don Alfredo   | Antonio Banderas     |
| 2006      | Cabeza de perro                               | Hijo de Angelito       | Santi Amodeo         |
| 2005      | Cándida                                       | Eusebio                | Guillermo Fesser     |
| 2004      | Volando voy                                   | Guardia civil Manguera | Miguel Albadalejo    |
| 2004      | Recambios                                     |                        | Manu Fernádez        |
| 2004      | Cachorro                                      | Aitor                  | Miguel Albadalejo    |
| 2003      | Astronautas                                   | Perista                | Santi Amodeo         |
| 2003      | Karate a muerte en Torremolinos               | El alcalde             | Pedro Temboury       |
| 1996      | Júpiter                                       |                        | Ignacio Nacho        |

### Cortos
| Cortos | Cortos                            | Cortos                                                    |
| Año(s) | Título                            | Dirección                                                 |
| ------ | --------------------------------- | --------------------------------------------------------- |
| 2018   | El Poder de la Red (capítulo dos) | Daniel Monzón                                             |
| 2014   | Club All In. La apuesta final     | Gonzalo Martínez                                          |
| 2013   | Leones                            | Nacho Albert Bordallo, Pablo Mejlachowicz, César Hernando |
| 2013   | El enclave                        | José Antonio Mesa                                         |
| 2012   | La última mano                    | Juanjo del Junco                                          |
| 2012   | B.Volkov: Exp.nº 145.382          | Javier Ruiz                                               |
| 2011   | La última víctima                 | Ángel Gómez Hernández                                     |
| 2011   | La granja                         | Ignacio Lasierra                                          |
| 2010   | El jinete austero                 | Nacho Albert Bordallo                                     |
| 2009   | Socarrat                          | David Moreno                                              |
| 2008   | La corporación                    | Enrique García                                            |
| 2006   | El niño que quiso tocar el cielo  | Marco Fettolini                                           |
| 2004   | Illo, ¿tienes un pitillo?         | Salvador Blanco                                           |
| 2004   | Mirados                           | Julio Fraga                                               |
| 2002   | Carlos contra el mundo            | Chiqui Carabante                                          |
| 2002   | Casa Paco                         | Ignacio Nacho                                             |
| 2000   | En malas compañías                | Antonio Hens                                              |
| 2000   | El taxista perfecto               | Pablo Ros                                                 |
| 1999   | Adiós, Eva, te quiero             | Antonio Hens                                              |
| 1997   | Dura lex                          | Salvador Perpiñá                                          |
| 1992   | Under the sun                     | Michael Winterbottom                                      |

### Televisión
| Series de Televisión | Series de Televisión                         | Series de Televisión                     | Series de Televisión         |
| Año(s)               | Título                                       | Notas                                    | Cadena                       |
| -------------------- | -------------------------------------------- | ---------------------------------------- | ---------------------------- |
| 2022                 | Dos años y un día                            | Alcalde Carzuelo                         | Atresplayer Premium          |
| 2019                 | Mercado Central                              | Antonio Velasco                          | TVE                          |
| 2018                 | Cuerpo de élite                              | Anselmo Ortiz (1 episodio)               | Antena 3                     |
| 2018                 | Servir y proteger                            | Rodrigo Jiménez "Goliat" (14 episodios)  | TVE                          |
| 2016                 | Víctor Ros                                   | Manuel de la Barrera (8 episodios)       | TVE                          |
| 2015–2016            | Amar es para siempre                         | Gervasio Perona (250 episodios)          | Antena 3                     |
| 2015                 | Carlos, Rey Emperador                        | Diego Velázquez de Cuellar (5 episodios) | TVE                          |
| 2014                 | Tierra de lobos                              | “El testamento”                          | Telecinco                    |
| 2013–2020            | La que se avecina                            | Paco                                     | Telecinco                    |
| 2014–2016            | El Príncipe                                  | Quílez                                   | Telecinco                    |
| 2013                 | Cenizas                                      | TV movie                                 | Llorenç Castanyer            |
| 2012–2013            | Arrayán                                      | Matute                                   | Canal Sur                    |
| 2012                 | Concepción Arenal, la visitadora de cárceles | TV Movie                                 | Laura Mañá, TVE              |
| 2012                 | El rey                                       | Pedro Sainz Rodríguez                    | Telecinco                    |
| 2012                 | Carmina                                      | Adolfo de Velasco                        | Miguel Albadalejo, Telecinco |
| 2012                 | Mi gitana                                    | Jesús Gil                                | Telecinco                    |
| 2012                 | Aída                                         | Temporada 9, Episodio 16                 | Telecinco                    |
| 2012                 | Marco                                        | Capitán barco, Ep.1                      | Félix Viscarret              |
| 2002–2005            | Lo que ha llovido                            | Don Aurelio                              | Antonio Cuadri, Canal Sur    |
| 2003–2011            | Hospital Central                             | Carlos Castaño, Roberto, Ramón           | Telecinco                    |
| 2011                 | Vida loca                                    | 1 episodio                               | Telecinco                    |
| 2009–2010            | Doctor Mateo                                 | 2 episodios                              | Antena 3                     |
| 2010                 | Ventdelplà                                   | Santiago González                        | TV3                          |
| 2009–2010            | Padre Medina                                 | Salvador                                 | Canal Sur                    |
| 2009                 | Los minutos del silencio                     | Alberto, TV movie                        | R. Robles Rafatal            |
| 2008–2009            | MIR                                          | Doctor, 3 episodios                      | Telecinco                    |
| 2009                 | ¡A ver si llego!                             | Fito, 7 episodios                        | Telecinco                    |
| 2008                 | El viaje vertical                            | Bibiloni, TV movie                       | Ona Planas                   |
| 2008                 | Fuera de lugar                               | Ricardo, 8 episodios                     | José Luis Acosta, TVE        |
| 2008                 | Fago                                         | Agente Pacheco, 3 episodios              | Roberto Bodegas, TVE         |
| 2008                 | Los hombres de Paco                          | 3 episodios                              | Antena 3                     |
| 2007                 | Cuestión de sexo                             | 2 episodios                              | Cuatro                       |
| 2007                 | Hermanos y detectives                        | Dr. Antonio Villa, 1 episodio            | Telecinco                    |
| 2007                 | Cuéntame cómo pasó                           | Dr. Benavides, 1 episodio                | TVE                          |
| 2007                 | Cuenta atrás                                 | Padre de Claudia                         | Cuatro                       |
| 2006                 | Tirando a dar                                | Tito                                     | Telecinco                    |
| 2006                 | Aquí no hay quien viva                       | 1 episodio                               | Antena 3                     |
| 2006                 | Génesis: en la mente del asesino             | Productor documental 1 episodio          | Cuatro                       |
| 2005                 | El comisario                                 | 1 episodio                               | Telecinco                    |
| 2005                 | Lobos                                        | 1 episodio                               | Antena 3                     |
| 2004                 | Ana y los 7                                  | 1 episodio                               | TVE                          |
| 1999                 | Castillos en el aire                         |                                          | Antonio Hens, Canal Sur      |
| 1989                 | La fuga del tiempo                           | varios episodios                         | Canal Sur                    |

## Radio
- “La vida alegre”, magacine, con Inmaculada Jabato, para Canal Sur Radio.
- “Mira quien habla”, programa diario, Canal Sur Radio.
- “La buena estrella”, programa Canal Sur Radio dirigido por Inmaculada Jabato.

## Premios
Premio a la Mejor Interpretación en el Festival de Teatro “Ciudad de Palencia”  (2001)